# Makli
La colina de Makli, una de las mayores necrópolis del mundo con un diámetro de aproximadamente 8 kilómetros, es el lugar de enterramiento de hasta 125.000 líderes locales y santos sufíes, entre muchos otros. Está ubicada a las afueras de Thatta, la capital del Bajo Sindh hasta el siglo XVII, en lo que es la provincia suroriental del actual Pakistán. Fue inscrito en la lista de Patrimonio de la Humanidad en 1981 con el nombre de Monumentos históricos en Makli, Thatta.

## Historia
Abundan las leyendas sobre su origen pero la creencia general es que el cementerio creció alrededor del santuario de Hamad Jamali, un sufí del siglo XIV. Las tumbas y lápidas esparcidas por el cementerio son documentos materiales que señalan la historia social y política de Sindh.
Los mausoleos imperiales están divididos en dos grandes grupos, los del periodo Samma (1352-1520) y Tarjan (1556-1592), aunque también incluye elementos de la dinastía Arghun. De hecho, las tumbas de los dos primeros gobernantes de la dinastía Tarjan, Isa Kan Tarjan el Viejo (m. 1565) y su sucesor Baqi Kan Tarjan (m. 1585), se encuentran aquí,  aunque la tumba más antigua es de una hermana de Fath Khan (1492). La tumba del rajput Samma Jam Nizamuddin II (quien reinó entre 1461 y 1509) es una impresionante estructura de planta cuadrada construida en arenisca y decorada con medallones florales y geométricos. Similar a esta es el mausoleo de Isa Kan Tarjan II (m. 1651), un edificio de piedra de dos plantas construido con majestuosas cúpulas y balcones. En contraste con la arquitectura sincrética de estos dos monumentos, que integran motivos hindúes e islámicos, existen mausoleos que muestran claramente las raíces centroasiáticas de la última dinastía. Un ejemplo es la tumba de Jan Beg Tarkhan (m. 1600), una típica estructura octogonal de ladrillo cuyo domo está cubierto de tejas vidriadas azules y turquesa.
Hoy en día, la colina de Makli es Patrimonio de la Humanidad de la Unesco visitado tanto por peregrinos como por turistas, pero muy necesitado de conservación y mantenimiento.  

## Galería
|                                                             |
| Plano esquemático de la necrópolis en un punto informativo. |

|                               |
| Tumbas en la colina de Makli. |

|                                    |
| Tumba con dosel del periodo Samma. |